# あいち中央農業協同組合
あいち中央農業協同組合（あいちちゅうおうのうぎょうきょうどうくみあい）は、愛知県の旧碧海郡5市（刈谷市・安城市・高浜市・碧南市・知立市）を管轄する農業協同組合である。

## 概要
略称はJAあいち中央（ジェイエイあいちちゅうおう）。本店は安城市御幸本町にある。

## 沿革
- 1996年（平成8年）4月1日 - JA刈谷市、JA安城市、JA碧南市、JA高浜市、JA知立市が合併してJAあいち中央が発足。
- 2015年（平成27年）3月7日 - 安城市御幸本町の旧本店の西隣に本店を新築。

## 店舗

### 支店
- 安城市
  - 本店
  - 安祥支店
  - 安城中支店
  - 安城西支店
  - 安城東支店
  - 安城南支店
  - 桜井支店
  - 新安城支店
  - 高棚支店
  - 古井支店
  - 三河安城支店
  - 三河安城北支店
  - 二本木支店
- 知立市
  - 知立支店
  - 知立西支店
  - 知立東支店
- 刈谷市
  - 野田支店
  - かりがね支店
  - 刈谷中支店
  - 刈谷南支店
  - 刈谷北部支店
  - 富士松支店
  - 小山支店
- 高浜市
  - 高浜支店
  - 高取支店
  - 吉浜支店
- 碧南市
  - 碧南中支店
  - 碧南みなみ支店
  - 碧南ひがし支店
  - 西端支店

### 産直センター
- 安城北部
- 安城東部
- 安城西部
- 安城桜井
- 「道の駅」デンパーク安城
- 知立
- 刈谷南
- 刈谷中
- 刈谷北
- 高浜
- 碧南あおいパーク

### 給油所
- 総合センター
- 二本木
- 桜井
- 碧南
- 碧南ひがし